# Trigonostemon verticillatus
Trigonostemon verticillatus är en törelväxtart som först beskrevs av William Jack, och fick sitt nu gällande namn av Ferdinand Albin Pax. Trigonostemon verticillatus ingår i släktet Trigonostemon och familjen törelväxter. Inga underarter finns listade i Catalogue of Life.